# الحارس الوحيد
لون رانجر أو الحارس الوحيد هو شخصية خيالية أمريكية، ابتكرها جورج دبليو ترندل. ظهرت لأول مرة في مسلسل إذاعي للمؤلف فران سترايكر في عام 1933، حققت السلسلة نجاحا كبيرا جعلها أيقونة دائمة في الثقافة الأمريكية. فأنتجت العديد من الإصدارات الفنية أو الثقافية تخليدا لها منها برنامج تلفزيوني استمر من عام 1949 إلى عام 1957، و سلسلة كتب وأفلام وكتب مصورة.
تدور الأحداث حول لون رانجر حارس مقنع من صنف رعاة البقر في تكساس، يحارب الظلم في الغرب الأمريكي القديم بمساعدة تونتو، وهو أمريكي ذكي ومقتضب من الهنود الحمر، برفقة حصانه الأبيض الشهير سيلفر. بسبب نجاحها وإرثها الثقافي، شهدت الشخصية العديد من الاقتباسات الفنية في التلفزيون والسينما والقصص المصورة وألعاب الفيديو. كان أخرها فيلم من بطولة جوني ديب وأرمي هامر إصدار هو الحارس الوحيد عام 2013.